# Dmîtrivka, Kahovka
Dmîtrivka (în ucraineană Дмитрівка) este localitatea de reședință a comunei Dmîtrivka din raionul Kahovka, regiunea Herson, Ucraina.

## Demografie
Componența lingvistică a localității Dmîtrivka
     Ucraineană (95,57%)
     Rusă (4,22%)
     Alte limbi (0,11%)
Conform recensământului din 2001, majoritatea populației localității Dmîtrivka era vorbitoare de ucraineană (95,57%), existând în minoritate și vorbitori de rusă (4,22%).